# Björn Engström (filmare)
Björn Engström, född 16 november 1966, är en svensk regissör, manusförfattare och filmklippare. Han är utbildad på Stockholms Filmskola och Northern Film School i Leeds, England.

## Filmografi (urval)
- 2012 – Meningen med Hugo
- 2005 – Enhälligt beslut
- 2004 – Vakna tillsammans
- 1999 – Vårt härliga liv
- 1996 – Dream Vortex